# دولت أباد (مقاطعة فهرج)
دولت أباد (بالإنجليزية: Dowlatabad, Fahraj)‏ هي مستوطنة تقع في البلدة المركزية في إيران. يقدر عدد سكانها بـ 100 نسمة .